# Yolanda Leal (Venezuela)
Yolanda Leal (Caracas, 10 de diciembre de 1924-Caracas, 20 de enero de 2013) fue una maestra venezolana que en 1944 fue electa como la reina de la Serie Mundial de Beisbol de 1944.Los organizadores de la competición acordaron que la reina fuera electa por votación popular, en un país donde imperaba un régimen autoritario y donde nunca se habían celebrado elecciones con votación universal, directa y secreta.
La contienda atrajo la atención de los políticos y la prensa, y se convirtió en el primer evento electoral en la historia del país en el que los ciudadanos ejercieron por primera vez su derecho al voto de forma directa, universal y secreta.Leal fue electa por más de 20000 votos y es considera por algunos como la primera gran reina de belleza del país, siendo denomina como «La Reina del Pueblo». Para algunos, su elección fue un hito histórico que abrió las puertas a la democracia venezolana.

## Biografía
Nació en 1924 procedente de una familia humilde, en su juventud mostró interés en las artes, realizando estudios de música y recibiendo clases del compositor Vicente Emilio Sojo. También realizó estudios de arte, relacionándose con algunos reconocidos pintores. Posteriormente, se dedicó a la docencia en el sector Monte Piedad de la parroquia 23 de Enero en Caracas.
En 1944 se celebró en el país la VII Serie Mundial de Béisbol Amateur y los organizadores del evento establecieron que la elección de la reina se haría por medio una votación universal, directa y secreta. Se permitiría votar a todas las personas mayores de 15 años, aun si no sabían leer y escribir, además se establecieron normas para evitar un posible fraude en el proceso.
Durante décadas el país se había encontrado gobernado por regímenes dictatoriales, pero diversos movimientos mantenían luchas para lograr la democratización de la nación. Desde 1941 gobernaba el militar Isaías Medina Angarita quien había iniciado una serie de reformas para promover la transición hacia la democracia.Ese año se convocaron elecciones para elegir los Consejos Municipales de varios estados del país, pero solo se permitió votar a los hombres alfabetizados mayores de 21 años.
Dentro de este contexto, la escogencia de la reina del campeonato de beisbol se convirtió en una herramienta política que fue usada a nivel nacional por aquellos dirigentes que buscaban lograr la democracia.Desde algunos sectores se presentó al evento como una oportunidad para exponer a los venezolanos al sistema democrático y así lograr la elección de un presidente.
Entre las principales candidatas se encontraba Leal, una maestra de origen humilde, y Oly Clemente, una joven de la alta sociedad, hija del secretario del presidente Medina Angarita.El evento provocó una campaña electoral de difusión nacional en donde diversos medios, empresas y partidos políticos mostraron su apoyo por las candidatas. El diario El Nacional se inclinó por Clemente, mientras que Últimas Noticias apoyo a Leal.
En un comienzo el Comité Organizador del evento planteo realizar la elección a través de cupones de las revistas de la época, pero Leal se opuso, ya que la mayoría de la población carecía de los medios para comprar esas publicaciones. Debido a su oposición, el comité aceptó realizar una elección donde pudieran participar mujeres y hombres.
El partido Acción democrática (AD) fue uno de los principales promotores de la campaña de Leal, de hecho ella se declaró admiradora de algunos de los líderes del partido como Rómulo Gallegos, Andrés Eloy Blanco y Rómulo Betancourt. Leal llegó a tomar parte en un mitin del partido, pero nunca militó activamente en el mismo.
Durante la elección también se hizo evidente el racismo y clasismo presente en una parte de la sociedad, uno de los eslóganes a favor de Clemente decía «Yolanda Leal para la gente vulgar, Oly Clemente para la gente decente», lo que causó indignación en un sector de la población.
La frase fue atribuida a un locutor, sin embargo, algunas versiones sugieren que la misma provino de un movimiento político radical como una forma de guerra sucia, aunque no se ha comprobado ninguna de estas afirmaciones.
Esto provocó un clima de enfrentamiento durante la elección. Por un lado, Clemente era blanca, adinerada y cercana a la dictadura, mientras que Leal era de piel oscura, pobre y asociada a los movimientos que buscaban la democracia. Yolanda Leal empezó a ser considerada como «La reina del pueblo» y Clemente como «La novia del país».
El domingo primero de octubre tomaron lugar las elecciones y en las principales ciudades del país como Barquisimeto, Carcas, Ciudad Bolívar, Cumaná, Maracaibo y Valencia, se registraron largas colas de electores. En un país de cerca de 4 millones de habitantes participaron 33 mil personas, se habilitaron pocos centros y muchos no pudieron sufragar. Leal obtuvo 24850 votos seguidos por los 8000 de Clemente, por la noche los representantes de Oly Clemente aceptaron la derrota.
Leal fue coronada por el presidente de la Federación de Béisbol Amateur y el 11 de octubre se inauguró la competición con su asistencia y la del presidente Medina Angarita. Durante el evento se popularizó el eslogan «¡Con Yolanda Leal, ganaremos la Serie Mundial!».
Una vez declarada ganadora, los dirigentes del partido Acción Democrática expresaron que tal hecho demostraba que la nación se encontraba lista para el voto universal, directo y secreto. En 1945 Medina Angarita promueve una reforma que permitió el sufragio femenino solo para escoger concejales, generando el rechazo del AD.  Ese mismo año dirigentes del partido junto con un grupo de militares ejecutó un golpe de Estado derrocando a Medina Angarita y convocando a elecciones en 1947.
Tras su elección Leal participó en la película Barlovento dirigida por Fraíz Grijalba y estrenada en 1945, compartiendo escenario con los actores Elisa Soteldo y Enrique Benshimol.Leal se alejó del mundo del cine y dedicó su vida a la enseñanza en diversos liceos de Caracas, entre las materias que impartió estaban Historia del Arte. Falleció el 20 de enero de 2013 a los 89 años.

## Reconocimientos
El escritor Miguel Otero Silva le dedicó un poema titulado «Yolanda de Venezuela», que entre sus versos destacan: 

«Yolanda de Venezuela

mi pueblo te necesita

por morena y por bonita

y por maestra de escuela

El estrai de tu sonrisa

rompió su curva en mi pecho

y yo me quedé maltrecho

y abanicando la brisa(...)»

En 1992 la directora Mónica Henríquez realizó el documental Crónicas Ginecológicas inspirado en el libro de homónimo de la escritora Elisa Lerner, en el que se cuentan las historias de mujeres que tuvieron un importante rol en las luchas feministas del país, en ambas obras se cuenta la historia de Yolanda Leal.
En el 2010 de se estrenó un documental titulado La Reina del Pueblo, dirigido por el cineasta Juan Andrés Bello, en él se narran los sucesos de su elección como madrina de la Serie Mundial de Beisbol.El documental obtuvo el premio Lasa Award of Merito Film del festival de Cine de Toronto.